# Katmandü
I Katmandü furono un gruppo heavy metal di breve vita fondato a Los Angeles nel 1990 dall'ex frontman dei Fastway Dave King.

## Storia
Reduce da un'intensa carriera con i Fastway, Dave King decise di abbandonare il gruppo dell'ex chitarrista dei Motörhead "Fast" Eddie Clarke nel 1988. I Fastway optarono per lo scioglimento nello stesso '88, e King portò con sé gran parte della band in un gruppo chiamato Q.E.D., che però ebbe breve vita.
Nel 1990 Dave King, ricollocatosi a Los Angeles, diede il via ad un nuovo progetto, i Katmandü, mentre parallelamente i Fastway vennero riassemblati dall'unico superstite Eddie Clarke continuando la loro carriera sostituendo King con Lea Hart.
I Katmandü erano composti da King, l'ex chitarrista degli Asia e Krokus Mandy Meyer, il bassista Caine Carruthers (aveva suonato come turnista per gli Untouchables, gruppo fronteggiato dal chitarrista degli Iron Maiden Adrian Smith) e il batterista Mike Alonso. Il quartetto partì ben avviato con un contratto con la major Epic Records. Nel 1991 passano alla pubblicazione del omonimo Katmandü sotto la produzione di John Purdell e Duane Baron. Dal disco vennero estratti i singoli "The Way You Make Me Feel" e "When The Rain Comes" che però vennero ignorati fallendo l'impatto commerciale. Il gruppo venne da molti criticato per essere una copia spudorata dei Great White, e accusato di aver fallito nello stabilire una propria identità. Nel marzo '91 iniziarono alcune date live di supporto ai britannici Little Angels con scarso successo, mentre le vendite si rivelarono buone nel solo Giappone. Il mancato successo fu dovuto, oltre alle critiche di plagio, anche all'emergente movimento grunge, che in quell'epoca oscurò le potenzialità della band. I Katmandu si sciolsero nel 1992.
Meyer raggiunse in futuro i Gotthard e più tardi tornò nella formazione dei Krokus, questa volta in veste ufficiale. Mike Alonso fondò successivamente gli Speedball a Detroit pubblicando tre album e dal 1994 fece parte della garage rock band Bantam Rooster di Lansing, Michigan. King collaborò con Gary Moore per un periodo, per poi fondare nel 1997 il gruppo celtic punk dei Flogging Molly assieme alla moglie Bridget Regan. La band ottenne un ottimo successo risultando tra i pilastri di questa corrente musicale nata dalla fusione tra musica celtica irlandese e punk rock.

## Formazione
- Dave King - voce
- Mandy Meyer - chitarra
- Caine Carruthers - basso
- Mike Alonso - batteria

## Discografia
- 1991 Katmandü